# オタクの用心棒
『オタクの用心棒』（オタクのようじんぼう）は、山浦章（1967年 - 2016年2月）による日本のギャグ漫画作品。

## 概要
『月刊少年キャプテン』（徳間書店）にて1990年10月号から12月号まで連載され、その後設定を引き継いだ『死ぬのは奴らだ!』が同誌にて1991年6月号から1992年2月号まで連載された。その後、9年の時間を経て『コミックメガフリーク』（FOX出版）で連載が再開し、2001年6月号から10月号まで不定期連載され、さらにとらのあなのカタログ誌『虎通』に連載の場を移して2001年11月号から2002年12月号まで連載された。2013年に秋葉原で配布されたアニメージュのフリーペーパー『アキメージュ』にて『帰ってきちゃったオタクの用心棒』が1/2ページ連載、『トクナビ』へのリニューアルに伴いタイトルも『帰ってきちゃったオタクの用心棒Z』に変更。
登場人物の多くは時代劇風の姿をしているのだが、アニメやアイドル声優（現代人）が存在する奇妙な世界観を舞台とし、中年の素浪人「用心棒」が重度のオタクというキャラクターの内面と外面のギャップの落差と、好きなアニメや声優を前にすると途端に理不尽になるオタクの言動を大げさに描いた作品。オタクがマイナーな存在だった時代にオタクの生態を取り上げて注目を集めた。単行本が復刻された時には、既にメジャーな存在となっていたオタク達に再注目され、復刻版は2001年のとらのあな年間コミック・ランキングで第2位を記録している。
作者の山浦章はジョン・ベルーシの「サムライ」シリーズや黒澤明の『用心棒』に影響を受けたと述べている
。

## 主な登場人物

### オタクの用心棒
用心棒（ようじんぼう）
アニメオタクで素浪人の中年男性。作中でライバル剣士から何度も果し合いを求められていることから剣の腕もそれなりに立つと思われるのだが、アニメの放送時間と重なる等の理由ですっぽかし続けている。アニメの録画や声優のサインを集めることに命を賭けており、それを妨害する者は殺害することも辞さない。特に声優の日高ノリ子と宮村ユーコの大ファンで、2人のサインをもらう時には常軌を逸した行動をとることが多い。大量のアニメグッズを購入したり、昔なじみの女性を遊郭から身請けしたりしていることから豊富な資金力を持つと推測されるが、その資金はどこに由来するのか不明。外見は、三船敏郎が演じる、映画『用心棒』や『椿三十郎』の主人公に酷似している。
9年間、寺に篭り、一時はオタクから足を洗うが、宮村ユーコのポスターを見て再びオタクに目覚めた。
日高ノリ子（ひだか ノリこ）
人気女性声優。作品世界では圧倒的な人気を誇り、そのため用心棒はじめ過激なファンのせいでトラブルに巻き込まれることも多い。世界の要人にもファンはおり、ノリ子がガキ大将をやっつけるための相談だと思っていたラジオ番組の相談のハガキが実はアメリカ合衆国のジョージ・H・W・ブッシュ大統領からの湾岸戦争の開戦の可否を尋ねる相談のハガキだったことがある。ブッシュ大統領はノリ子の回答で開戦を決意した。ジョージ・W・ブッシュ大統領らしき人物もイラク攻撃の可否を彼女に相談している。
モデルは声優の日髙のり子。
宮村ユーコ（みやむら ユーコ）
人気女性声優。通称・ミヤムー。用心棒を再びオタクへと目覚めさせた。用心棒をはじめとする過激なファンにうんざりしている模様。
モデルは声優の宮村優子。
御宅良健（おたくら けん)
中年男性。仮出所後、恋人の美津子に対して、黄色に関する無理難題を出し、それをクリアしたら、姿を現すという手紙を送る。
『幸福の黄色いハンカチ』のパロディでモデルは俳優の高倉健。
トキ
アニメオタクのくの一。タク川という大名に仕えていたが、誤って、タク川が大事にしていたミヤムーのポスターに刀を刺してしまったため、追われる身となる。チョコエッグのオマケ集めが趣味でチョコの方はバレンタインデーに同僚に義理チョコとしてあげている。最後は敵に捕まり、中途半端な設定のコスプレをしてコミケに参加し、自分は正しい設定を分かっているのにオタク達に設定のいい加減さを馬鹿にされ、とても悔しい思いをするという刑に処せられた。
拓見タク代（たくみ たくよ）
引きこもりの女性。中2の時に、思い人の佐々木に同級生の弓子が弁当でアピールしているのを見て、佐々木にアピールするために自宅に引きこもって、独力でアニメ映画を完成させた。しかし、アニメが完成したときには佐々木と弓子は結婚しており、完成したアニメも佐々木一家に不評だった。
オキタク艦長（オキタクかんちょう）
宇宙戦艦オマトの艦長。アニメオタクで死後、音で反応する石像が作られた。
モデルは『宇宙戦艦ヤマト』の沖田十三。
田中ハナ（たなか ハナ）
リアル志向のガレージキットの造型師。ケンという子供がいる。個人情報を偽って財閥の御曹司と交際していたが、正体がばれて袋叩きにされる。彼女が作るお弁当はリアル過ぎて気味が悪い。
HNKの集金人（エイチエヌケーのしゅうきんにん）
HNKの受信料を徴収する人。たいがい、爆破などひどい目に遭わされて受信料をもらうことが出来ない。幼女・イルカ・白馬など可愛らしいものが集金にくることもあるが、結局殺されてしまう。

### 死ぬのは奴らだ!
『オタクの用心棒』の登場人物も一部登場している。
大空寺翔一郎（だいくうじ しょういちろう）
私立原爆学園の教師。一見、熱血教師風の言動をするが、ただのわがままな男。大岡という女子生徒にやたらと絡み、彼女の家に住み着いてしまう。大空寺は同じ作者の『ボクらはみんな生きている』にも大空寺翔三郎の名で登場している。また、大岡は『ボクらはみんな生きている』のヒロイン・弓真由美にそっくりである。
常にギターを持ち歩いており、時には凶器になる。
献血女（けんけつおんな）
本名は千代。赤いものを欲しがっている人を見つけると「代わりに」と自らの血を差し出す。本人は母親の呪われた血と闘っているつもりらしい。外見は美少女。
エスパーおやじ
写真屋・カメラマン。写真を撮るときに念を送ってしまい、被写体が東京タワーの姿で写ってしまう。
ジョニー
ロックバンド「スパーキー」のボーカル。ヨーコという恋人がいる。アニメの主題歌の歌い手としてデビューするはめになり、さらにアニメに合わせたコスプレをしているところを恋人に目撃される。
レンジャー部隊（レンジャーぶたい）
「じゃー」の付くセリフを言った人物の所に現れて一斉に「～じゃー」と叫ぶ。
タク馬（タクま）
貧しい家庭の少年。カードキャプターさくらのコスプレをしながら「HNKは見ていない」と言い張ったり、子どもの格好をして子ども料金でアニメ映画を見ようとしたりするアニメオタクの父親のせいでいつも恥ずかしい思いをする。
モデルは『巨人の星』の星飛雄馬。
オタク小僧（オタクこぞう）
義賊。金持ちから金品を奪っては、その金で同人誌を作成し、貧民にばら撒く。貧民にとって何の助けにもなっておらず、貧民からは全く感謝されていない。
モデルは鼠小僧。

## 単行本
- オタクの用心棒 - 「オタクの用心棒」「死ぬのは奴らだ!」に「秘密変態チャー」（『月刊少年キャプテン』1990年7月号掲載）「秘密変態チャー2」（『少年キャプテンSELECT』Vol.2）を加え、徳間書店から1992年に刊行。
  - ご存知!!オタクの用心棒 - 書き下ろしの「死ぬのは奴らだ!」の続編を加えた復刻版、FOX出版から2001年に刊行。
- オタクの用心棒-同人界転生編- - 『コミックメガフリーク』『虎通』掲載分、FOX出版から2003年に刊行。